# Lucio Julio Urso Serviano

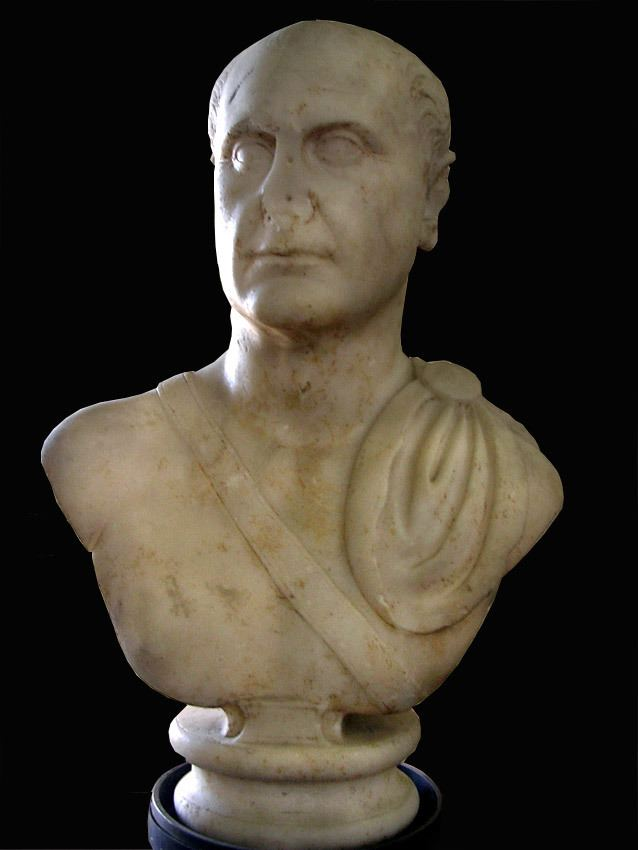
Busto de Lucio Julio Urso Serviano en los Museos Vaticanos

Lucio Julio Urso Serviano (en latín, Lucius Iulius Ursus Servianus; 45 - 136) fue un senador romano de origen hispano, que desarrolló su carrera política bajo los imperios de Domiciano, Nerva, Trajano, y Adriano; fue amigo personal y cuñado respectivamente de estos dos últimos Cesares, lo que le relaciona  directamente con la dinastía de los Antoninos, y fue cónsul en tres ocasiones, en 90, 102 y 134. Según una inscripción encontrada, su nombre completo es Gaius Iulius Servilius Ursus Servianus, sin embargo, en la Historia Augusta, se le conoce como Lucius Iulius Ursus Servianus.

## Orígenes familiares
Lucio Julio Urso Serviano fue, a finales del siglo I, una de las figuras más ilustres del Imperio Romano. Hijo adoptivo de Lucio Julio Urso, también tres veces cónsul, y personaje muy conocido en la escena política en la época de Domiciano y que al parecer participó en la conspiración que llevó al trono al emperador Nerva, Ronald Syme ha argumentado que su nombre al nacer era Servio Julio Serviano. Era originario de la provincia de Bética, probablemente de la antigua ciudad de Urso (actual Osuna, Sevilla) o la cercana Itálica, de la que también procedían los dos futuros emperadores Trajano y Adriano. Esta hipótesis se acredita gracias a las estrechas relaciones de parentesco que Urso Serviano presumía tener con Trajano y su sobrino Adriano, vinculados a través del matrimonio contraído con la hermana mayor de Adriano Elia Domicia Paulina ambos hijos del primo de Trajano, Publio Elio Adriano Áfer. Más recientemente, se le atribuye un posible origen en la provincia de la Galia Narbonense, argumentando que los senadores Julios del Alto Imperio están singularmente ausentes en la Bética, provincia de origen de su padre adoptivo y de las relaciones familiares sacadas a la luz por el testamento de Gneo Domicio Tulo, donde se lo menciona en la línea 6.

## Carrera política
Probablemente entró en el Senado como un homo novus al comienzo del reinado de Vespasiano, Urso Serviano pertenecía a esa generación de funcionarios y sobre todo de generales más jóvenes, que llevaron a Trajano a la púrpura, como Lucio Licinio Sura, Quinto Glicio Atilio Agrícola, Quinto Sosio Seneción, Aulo Cornelio Palma Frontoniano y muchos otros quienes, junto con Trajano, ascendieron al poder cosechando los frutos de esa acción sangrienta que, antes de su advenimiento, desembocó en la conspiración y asesinato de Domiciano, que tuvo lugar por de la mano de un pequeño círculo de políticos del más alto nivel cercano al Emperador entre los que destacaba el nombre del cónsul Lucio Julio Urso, ex prefecto de la Annona, Prefecto del Pretorio y de Egipto así como padre adoptivo de Serviano.
Así fue como, impulsado por estos hechos y gracias a las experiencias adquiridas en los puestos militares en las provincias, Urso Serviano contaba ya con importantes cargos públicos bajo los emperadores Domiciano, bajo cuyo reinado obtuvo su primer consulado en el año 90 junto a Lucio Antistio Rústico, y Nerva, continuando aumentando su profundidad política e influencia con Trajano y Adriano. Soberanos unidos por la convicción de la época que consideraban imprescindible, entre los requisitos necesarios para poder aspirar a altos cargos, el de poseer antecedentes militares y haber tenido experiencia en el mando de ejércitos provinciales.
Entre los años 96 - 98 fue gobernador de Germania Superior, desde donde se convirtió en uno de los pilares de apoyo de Trajano en su ascenso al trono. 
Además, antes del acceso de Trajano al trono en 98, Urso Serviano consolidó su prestigio al casarse con la hermana mayor de Adriano, Elia Domicia Paulina, treinta años más joven que él con quien tuvo una hija, Julia Serviana Paulina. Más tarde se convirtió, de nuevo a instancias de Trajano, en gobernador de Panonia entre los años 99 - 101, recibiendo un importante puesto militar en la primera campaña contra la Dacia en el 101 - 102.
Urso Serviano, en consideración al alto rango que cubría y la amistad que siempre lo había vinculado a Trajano, cultivó esperanzas fundadas de la sucesión al trono del imperial, aunque este último parecía favorecer a su sobrino Adriano. Cuando Nerva murió, el 27 de enero de 98, Adriano partió hacia Germania para llevar la noticia de la muerte de Nerva a Trajano, quien ejercía el gobierno provincial allí con sus legiones. Urso Serviano, también en la carrera por una posible sucesión, intentó preceder a Adriano como mensajero de la buena noticia pero sin lograr coronar su intento de congraciarse con el recién asumido emperador.
Todo esto no se hizo realidad ya que, al final, Trajano se decantó por su sobrino Adriano quien, el 11 de agosto de 117, ascendió al trono imperial. Sin embargo, hay que decir que, una vez finalizada la fase de oposición, las relaciones que Urso Serviano tenía con Adriano, antes y después de su coronación, se mantuvieron excelentes hasta el punto de merecer la máxima estima y consideración que se materializó, en 134, con un tercer consulado junto a Tito Vibio Varo, honor que, después de él, nunca más fue otorgado por tercera vez a miembros que no perteneciesen a la familia imperial, obtenido por Adriano además de los previamente otorgados por Domiciano en 90 como suffecto y por Trajano en 102 junto a otro gran amigo y aliado del emperador Lucio Licinio Sura, también quizás es por esta época, 101 o 102, cuando fue nombrado pontífice, gracias a la enorme influencia que tuvo, sobre estos dos cesares, y de la que parece haberla utilizado noblemente, durante sus reinados ilustrados. Así fue como, a lo largo de su dilatada carrera como senador, Urso mantuvo un estrecho vínculo con los emperadores Trajano y Adriano convirtiéndose así en una figura 
política destacada en ese período en el que logró convertirse en una voz particularmente influyente escuchada por dos de los emperadores más prestigiosos de la historia del Imperio Romano.
Como demostración de ello, basta pensar cuánto se buscaron su punto de vista y sus opiniones sobre temas de absoluta trascendencia para la gestión política del imperio como los constituidos por la relación entre estado y religión que afronta Adriano en uno de sus viajes a Egipto desde donde, haciéndole participar de lo que había encontrado, escribió una carta al cónsul Urso Serviano en 134 en la que exponía sus reflexiones sobre el culto a Serapis adorado, según él, por cristianos, judíos y todos los demás pueblos:

Adriano Augusto saluda al cónsul Urso Serviano. Ese Egipto que elogiaste, querido Serviano, me dio la impresión de una tierra de gente ligera, indecisa y dispuesta a cambiar de bando en cualquier oportunidad. Allí los adoradores de Serapis son cristianos, y los que se llaman a sí mismos obispos de Cristo son devotos de Serapis. No hay un sacerdote judío, samaritano o cristiano que no sea también un astrólogo, arúspice o practicante. El mismo patriarca, que acaba de llegar a Egipto, se ve obligado a adorar a Serapis, y a Cristo, para complacer a todos. Son personas erráticas, insolentes e inquietas, incluso si viven en un entorno opulento, rico y productivo. [...] Su único dios, sin embargo, es el dinero: todos lo veneran un poco, desde los cristianos hasta los judíos ...
Hadrianus Augustus Urso Serviano consuli salutem. Serviane carissime, totam didici levem, pendulam et ad omnia famae momenta volitantem. illi qui serapem colunt, christiani sunt; et devoti sunt serapi, qui se Christi episcopos dicunt. Nemo illic archisynanogus Judeorum, nemo samarites, nemo christianorum presbyter, non mathematicus, non aruspex, non aliptes, qui non serapium colat. ipse ille patriarcha judeaorum scilicet, cum aegyptum venerit… ab aliis serapidem adorare, ab aliis cogitur Christum… viris illis deus est serapia: hunc iudei, hunc cristiani, hunc omnes et gentes.

Amigo de Plinio el Joven, de las cuales dos de las cartas supervivientes de están dirigidas a él, y se lo menciona en dos más, obtuvo por su intercesión ante Trajano la aplicación para él de los privilegios reconocidos a los padres de tres hijos, el ius trium liberorum, Plinio envió a Serviano y Paulina una carta de felicitación por el matrimonio de su hija Julia con el senador de origen hispano Gneo Pedanio Fusco Salinator, cónsul ordinario en el año 118, que tuvo lugar antes de la muerte de Trajano. En algún momento después de su segundo consulado, Serviano se encuentra sirviendo como juez en calidad de delegado del emperador en diversas causas judiciales en Roma. En particular, juzga un caso en donde un ciudadano deja parte de su propiedad a sus libertos y la otra a su madre. Ella lleva el caso ante el emperador, acusando a los libertos de haber matado a su amo. Plinio el Joven, defensor de los imputados, gana ambos juicios. Después de la muerte de Trajano, Adriano ascendió al trono, y honró a su cuñado, por ejemplo, con la atribución del tercer consulado en 134, su relación con el emperador parecen buenas, Adriano recibe personalmente a su cuñado cuando lo visita, y sus opiniones políticas son muy tenidas en cuenta. En 130 murió Paulina y Adriano y Serviano celebraron un funeral privado; Adriano fue criticado en ese momento por no otorgar honores públicos a su hermana.
Adriano consideraba a Serviano como un posible sucesor, pero, aunque lo consideraba capaz de gobernar, creía que era demasiado mayor para convertirse en emperador, ya que rondaba por aquella época los 90 años. Por ello, el emperador se fijó como posible heredero al nieto de Serviano, el joven Lucio Pedanio Fusco Salinator, hijo de Julia y del ya mencionado Gneo Pedanio Fusco Salinator, quien recibió un estatus especial dentro de la corte imperial. Serviano acariciaba la idea de que su nieto algún día se convirtiera en emperador, por lo que es comprensible que se sintiera decepcionado cuando, en 136, Adriano cambió de opinión y decidió adoptar a Lucio Elio César como su hijo y heredero. El enfado de Serviano y Salinator fue tal que pretendieron impugnar la adopción, y atentar o dar un golpe de Estado contra el emperador: Adriano, para evitar conflictos sucesorios, ordenó la muerte de Serviano y su bisnieto. Según Dión Casio, Serviano exclamó al momento de su muerte: «Sabéis muy bien, dioses, que no soy culpable de nada malo. En cuanto a Adriano solamente pido esto: que ansíe la muerte y no pueda morir».